# Traunstein–Ruhpolding-vasútvonal
A Traunstein–Ruhpolding-vasútvonal egy normál nyomtávolságú, egyvágányú, 15 kV, 16,7 Hz-cel villamosított vasútvonal Németországban Traunstein és Ruhpolding között. A vasútvonal hossza 13,2 km. Korábban nem volt zsákvonal, tovább folytatódott Reit im Winkl városig.
2002 márciusáig a DB 425 sorozat, később a DB 426 sorozatú villamos motorvonatok közlekednek rajta óránként ütemesen. Az utasforgalom naponta megközelítőleg 1500 fő, ezzel egy forgalmas, jól kihasznált mellékvonalnak tekinthető.